# Corinth (Mississippi)
Pour les articles homonymes, voir Corinth.
La ville de Corinth est le siège du comté d'Alcorn, dans le Mississippi, aux États-Unis. Sa population était de 14 622 habitants en 2020.

## Histoire
Corinth fut fondée en 1853, sous le nom de Cross City, ainsi nommée car elle se trouvait au croisement des voies de chemin de fer Mobile & Ohio et Memphis & Charleston. C'est l'éditeur du premier journal de la ville, W.E. Gibson, qui suggéra le nom de Corinth, comme la ville grecque qui elle aussi se trouvait à la croisée de deux axes commerciaux, l'axe nord-sud et l'axe est-ouest.
La situation de Corinth, au croisement de deux voies ferrées en fait un emplacement stratégique important lors de la Guerre de Sécession. Le général Confédéré P.G.T. Beauregard se replia sur Corinth après la Bataille de Shiloh, en avril 1862, alors qu'il était poursuivi par le général de l'Union Henry Halleck. Beauregard abandonna la ville lorsque Halleck s'approcha, la laissant ainsi aux mains de l'Union. Comme Halleck avait avancé avec d'extrêmes précautions, faisant creuser des tranchées tout au long de son chemin pendant plus d'un mois, cet épisode de la guerre est connu sous le nom de Siège de Corinth.

## Démographie
| Groupe           | Corinth | Mississippi | États-Unis |
| ---------------- | ------- | ----------- | ---------- |
| Blancs           | 71,4    | 59,1        | 72,4       |
| Afro-Américains  | 23,2    | 37,0        | 12,6       |
| Métis            | 1,4     | 1,2         | 2,9        |
| Autres           | 3,2     | 1,3         | 6,4        |
| Asiatiques       | 0,5     | 0,9         | 4,8        |
| Amérindiens      | 0,2     | 0,5         | 0,9        |
| Total            | 100     | 100         | 100        |
|                  |         |             |            |
| Latino-Américain | 5,3     | 2,8         | 16,7       |

Selon l'American Community Survey, pour la période 2011-2015, 96,10 % de la population âgée de plus de 5 ans déclare parler l'anglais à la maison, 3,60 % l'espagnol et 0,29 % une autre langue.

## Transports
Corinth possède un aéroport (Roscoe Turner Airport, code AITA : CRX).

## Personnalité
Earle Meadows (1913-1992), champion olympique du saut à la perche en 1936, recordman du monde, est né à Corinth.